# Trigaches e São Brissos
Trigaches e São Brissos (oficialmente: União das Freguesias de Trigaches e São Brissos) é uma freguesia portuguesa do município de Beja, com 68,26 km² de área e 485 habitantes (censo de 2021). A sua densidade populacional é 7,1 hab./km².

## História
Foi constituída em 2013, no âmbito de uma reforma administrativa nacional, pela agregação das antigas freguesias de Trigaches e São Brissos e tem a sede em Trigaches.

## Demografia
A população registada nos censos foi:
| Distribuição da População por Grupos Etários | Distribuição da População por Grupos Etários | Distribuição da População por Grupos Etários | Distribuição da População por Grupos Etários | Distribuição da População por Grupos Etários | Distribuição da População por Grupos Etários |
| -------------------------------------------- | -------------------------------------------- | -------------------------------------------- | -------------------------------------------- | -------------------------------------------- | -------------------------------------------- |
| Antes da agregação                           |                                              |                                              |                                              |                                              |                                              |
| Ano                                          | 0-14 anos                                    | 15-24 anos                                   | 25-64 anos                                   | >= 65 anos                                   | Total                                        |
| 2001                                         | 74                                           | 93                                           | 322                                          | 152                                          | 641                                          |
| 2011                                         | 88                                           | 43                                           | 297                                          | 144                                          | 572                                          |
| Após a agregação                             |                                              |                                              |                                              |                                              |                                              |
| Ano                                          | 0-14 anos                                    | 15-24 anos                                   | 25-64 anos                                   | >= 65 anos                                   | Total                                        |
| 2021                                         | 66                                           | 53                                           | 223                                          | 143                                          | 485                                          |